# Canistro

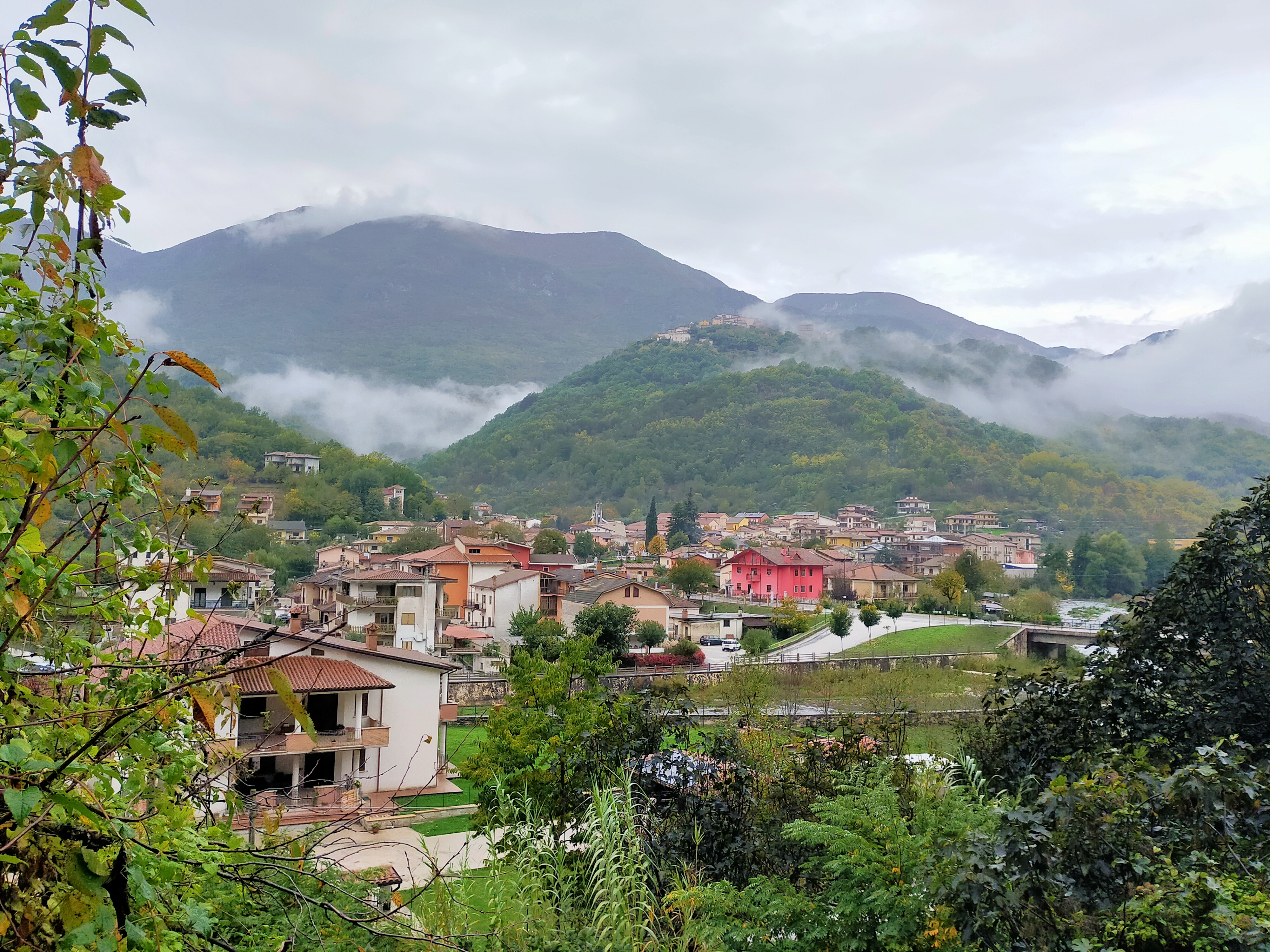
Valle Roveto da Canistro

Canistro is een gemeente in de Italiaanse provincie L'Aquila (regio Abruzzen) en telt 1044 inwoners (31-12-2004). De oppervlakte bedraagt 15,8 km², de bevolkingsdichtheid is 70 inwoners per km².

## Demografie
Canistro telt ongeveer 395 huishoudens. Het aantal inwoners steeg in de periode 1991-2001 met 2,4% volgens cijfers uit de tienjaarlijkse volkstellingen van ISTAT.
| Jaar | Inwoneraantal |
| ---- | ------------- |
| 1991 | 1018          |
| 2001 | 1042          |

## Geografie
Canistro grenst aan de volgende gemeenten: Capistrello, Civitella Roveto, Filettino (FR), Luco dei Marsi.